# Grand Prix-wegrace der Naties 1962
De Grand Prix-wegrace der Naties 1962 was de negende Grand Prix van het wereldkampioenschap wegrace voor motorfietsen in het seizoen 1962. De races werden verreden op 9 september 1962 op het Autodromo Nazionale di Monza nabij Monza in de Italiaanse regio Lombardije. Alleen de soloklassen kwamen aan de start. De wereldtitels in de 350cc-klasse en de 500cc-klasse werden hier beslist. De titels in de 125cc-klasse en de 250cc-klasse waren al beslist.

## Algemeen
De GP des Nations werd verreden voor 40.000 toeschouwers. Opmerkelijk was de afwezigheid van MV Agusta in de 350cc-race, terwijl Mike Hailwood nog een goede kans op de wereldtitel maakte.

## 500cc-klasse
MV Agusta concentreerde zich volledig op de 500cc-race, waarin ook Remo Venturi aan de start kwam. Venturi finishte slechts 0,5 seconde achter Mike Hailwood, die zijn wereldtitel veilig stelde. Alle andere coureurs werden op minstens een ronde achterstand gereden. Derde werd Silvio Grassetti met de tweecilinder Bianchi. Alan Shepherd kon zijn succesreeks niet voortzetten. Hij werd slechts negende, maar zijn tweede plaats in de WK-stand kwam niet in gevaar. Phil Read werd vierde en nam de derde plaats in de WK-stand over van Bert Schneider.
| Pos | Coureur             | Moto      | Tijd      | Punten |
| --- | ------------------- | --------- | --------- | ------ |
| 1   | Mike Hailwood       | MV Agusta | 1:04"22'7 | 8      |
| 2   | Remo Venturi        | MV Agusta | +0'5      | 6      |
| 3   | Silvio Grassetti    | Bianchi   | +1 ronde  | 4      |
| 4   | Phil Read           | Norton    | +1 ronde  | 3      |
| 5   | Paddy Driver        | Norton    | +1 ronde  | 2      |
| 6   | Bert Schneider      | Norton    | +1 ronde  | 1      |
| 7   | Gyula Marsovszky    | Norton    | +2 ronden |        |
| 8   | Roland Föll         | Matchless | +2 ronden |        |
| 9   | Alan Shepherd       | Matchless | +3 ronden |        |
| 10  | Jack Ahearn         | Norton    | +3 ronden |        |
| 11  | Vasco Loro          | Norton    | +3 ronden |        |
| 12  | Renzo Rossi         | Gilera    | +4 ronden |        |
| 13  | Benedetto Zambotti  | Norton    | +4 ronden |        |
| 14  | Giuseppe Dardanello | Norton    | +5 ronden |        |
| 15  | Emanuele Maugliani  | Gilera    | +5 ronden |        |
| 16  | Giuseppe Mantelli   | Gilera    | +5 ronden |        |

| Coureur           | Moto   | Oorzaak |
| ----------------- | ------ | ------- |
| Rudi Thalhammer   | Norton |         |
| Jack Findlay      | Norton |         |
| František Šťastný | Jawa   |         |
| Jacques Insermini | Norton |         |
| Bill Smith        | Norton |         |

| Coureur              | Moto       | Oorzaak |
| -------------------- | ---------- | ------- |
| Amleto Pomesano      | Norton     |         |
| Benedicto Caldarella | Matchless  |         |
| Eduardo Salatino     | Norton     |         |
| Juan Carlos Salatino | Norton     |         |
| Manuel Soler         | Norton     |         |
| Mike Duff            | Matchless  |         |
| Pablo Gamberini      | Matchless  |         |
| Anssi Resko          | Matchless  |         |
| Alistair King        | Matchless  |         |
| Arthur Wheeler       | Moto Guzzi |         |
| Billie Nelson        | Norton     |         |
| Brian Setchell       | Norton     |         |
| Dan Shorey           | Matchless  |         |
| Derek Minter         | Norton     |         |
| Ellis Boyce          | Norton     |         |
| Fred Stevens         | Norton     |         |
| Ray Spence           | Norton     |         |
| Ron Langston         | Norton     |         |
| Roy Ingram           | Norton     |         |
| Tony Godfrey         | Norton     |         |
| Hugh Anderson        | Norton     |         |
| Gary Hocking         | MV Agusta  | Gestopt |
| Harald Karlsson      | Norton     |         |
| Sven-Olof Gunnarsson | Norton     |         |

### Top tien tussenstand 500cc-klasse
| Pos | Coureur                        | Merk      | Ptn |
| --- | ------------------------------ | --------- | --- |
| 1   | Mike Hailwood (wereldkampioen) | MV Agusta | 40  |
| 2   | Alan Shepherd                  | Matchless | 21  |
| 3   | Phil Read                      | Norton    | 11  |
| 4   | Bert Schneider                 | Norton    | 10  |
| 5   | Gary Hocking                   | MV Agusta | 8   |
| 6   | Tony Godfrey                   | Norton    | 7   |
| 6   | Paddy Driver                   | Norton    | 7   |
| 8   | Ellis Boyce                    | Norton    | 6   |
| 8   | Derek Minter                   | Norton    | 6   |
| 8   | Remo Venturi                   | MV Agusta | 6   |

## 350cc-klasse
Hoewel Mike Hailwood nog kans maakte op de wereldtitel, liet MV Agusta hem niet in de 350cc-race starten. Met zijn overwinning stelde Jim Redman zijn wereldtitel zeker. Tommy Robb bleef als vervanger van de overleden Bob McIntyre goed presteren. Hij werd tweede voor Silvio Grassetti met de tweecilinder Bianchi.
| Pos | Coureur           | Moto       | Tijd      | Punten |
| --- | ----------------- | ---------- | --------- | ------ |
| 1   | Jim Redman        | Honda      | 51"30'4   | 8      |
| 2   | Tommy Robb        | Honda      | +27'5     | 6      |
| 3   | Silvio Grassetti  | Bianchi    | +1"08'4   | 4      |
| 4   | František Šťastný | Jawa       | +1 ronde  | 3      |
| 5   | Gustav Havel      | Jawa       | +2 ronden | 2      |
| 6   | Arthur Wheeler    | Moto Guzzi | +2 ronden | 1      |
| 7   | Bill Smith        | AJS        | +2 ronden |        |

| Coureur         | Moto      | Oorzaak |
| --------------- | --------- | ------- |
| Gilberto Milani | Aermacchi |         |

| Coureur      | Merk   | Oorzaak |
| ------------ | ------ | ------- |
| Paddy Driver | Norton |         |

| Coureur          | Merk      | Oorzaak    |
| ---------------- | --------- | ---------- |
| Tom Phillis (†)  | Honda     | Overleden  |
| Bob McIntyre (†) | Honda     | Overleden  |
| Mike Hailwood    | MV Agusta | Teambeleid |
| Gary Hocking     | MV Agusta | Gestopt    |

| Coureur              | Merk   |
| -------------------- | ------ |
| Jack Findlay         | Norton |
| Mike Duff            | AJS    |
| Gyula Marsovszky     | Norton |
| Roland Föll          | AJS    |
| Hans-Otto Butenuth   | Norton |
| Taneli Lepo          | AJS    |
| Alan Shepherd        | AJS    |
| Alistair King        | AJS    |
| Derek Minter         | Norton |
| Phil Read            | Norton |
| Ralph Bryans         | Norton |
| Roy Ingram           | Norton |
| Moto Kitano          | Honda  |
| Hugh Anderson        | AJS    |
| Sven-Olof Gunnarsson | Norton |
| Nikolaj Sevast'ânov  | CKEB   |

### Top tien tussenstand 350cc-klasse
| Pos | Coureur                     | Merk      | Ptn |
| --- | --------------------------- | --------- | --- |
| 1   | Jim Redman (wereldkampioen) | Honda     | 32  |
| 2   | Mike Hailwood               | MV Agusta | 20  |
| 3   | František Šťastný           | Jawa      | 16  |
| 4   | Tommy Robb                  | Honda     | 14  |
| 5   | Silvio Grassetti            | Bianchi   | 8   |
| 6   | Gustav Havel                | Jawa      | 7   |
| 7   | Gary Hocking                | MV Agusta | 6   |
| 8   | Mike Duff                   | AJS       | 5   |
| 9   | Roy Ingram                  | Norton    | 3   |
| 9   | Alan Shepherd               | AJS       | 3   |

## 250cc-klasse
Jim Redman, die al wereldkampioen was, won zijn zesde 250cc-race, maar hij werd op 0,8 seconde gevolgd door Tarquinio Provini, die pas voor de tweede keer aan de start kwam met de eencilinder-Moto Morini 250 Bialbero en voor de tweede keer op het podium eindigde. Aermacchi-rijder Alberto Pagani kreeg voor de gelegenheid een Honda RC 163 en werd daar derde mee.
| Pos | Coureur           | Merk       | Tijd      | Punten |
| --- | ----------------- | ---------- | --------- | ------ |
| 1   | Jim Redman        | Honda      | 42"34'4   | 8      |
| 2   | Tarquinio Provini | Morini     | +0'8      | 6      |
| 3   | Alberto Pagani    | Honda      | +56'9     | 4      |
| 4   | Moto Kitano       | Honda      | +1"00'0   | 3      |
| 5   | Gilberto Milani   | Aermacchi  | +1 ronde  | 2      |
| 6   | Paolo Campanelli  | Benelli    | +1 ronde  | 1      |
| 7   | Alan Shepherd     | Aermacchi  | +2 ronden |        |
| 8   | Arthur Wheeler    | Moto Guzzi | +2 ronden |        |
| 9   | Jürgen Karrenberg | Adler      | +3 ronden |        |

| Coureur           | Merk    | Oorzaak    |
| ----------------- | ------- | ---------- |
| Luigi Taveri      | Honda   | Mechanisch |
| Stanislav Malina  | ČZ      | Ongeval    |
| Frank Perris      | Suzuki  | Ongeval    |
| Mike Hailwood     | Benelli |            |
| Ernesto Brambilla | Morini  |            |

| Coureur          | Merk  | Oorzaak   |
| ---------------- | ----- | --------- |
| Tom Phillis (†)  | Honda | Overleden |
| Bob McIntyre (†) | Honda | Overleden |

| Coureur              | Merk      |
| -------------------- | --------- |
| Enrique Dietrich     | Aermacchi |
| Jorge Terengo        | Ducati    |
| Raúl Kaiser          | NSU       |
| Marcel Toussaint     | Benelli   |
| Pierrot Vervroegen   | Aermacchi |
| Werner Musiol        | MZ        |
| Günter Beer          | Adler     |
| Hans-Otto Butenuth   | NSU       |
| Michael Schneider    | NSU       |
| Benjamin Savoye      | Mondial   |
| Jean-Pierre Beltoise | Morini    |
| Bill Smith           | Bianchi   |
| Campbell Donaghy     | Ducati    |
| Dan Shorey           | Bultaco   |
| Derek Minter         | Honda     |
| Stuart Graham        | Aermacchi |
| Tommy Robb           | Honda     |
| Umberto Masetti      | Morini    |
| Kenjiro Tanaka       | Honda     |
| Cas Swart            | Honda     |
| Nikolaj Sevast'ânov  | CKEB      |
| Carlos Marfetan      | Parilla   |

### Top tien tussenstand 250cc-klasse
| Pos | Coureur                     | Merk            | Ptn     |
| --- | --------------------------- | --------------- | ------- |
| 1   | Jim Redman (wereldkampioen) | Honda           | 48 (66) |
| 2   | Bob McIntyre (†)            | Honda           | 32      |
| 3   | Tom Phillis (†)             | Honda           | 12      |
| 4   | Arthur Wheeler              | Moto Guzzi      | 11      |
| 5   | Tarquinio Provini           | Morini          | 10      |
| 6   | Derek Minter                | Honda           | 8       |
| 6   | Luigi Taveri                | Honda           | 8       |
| 6   | Tommy Robb                  | Honda           | 8       |
| 6   | Dan Shorey                  | Bultaco         | 8       |
| 6   | Alberto Pagani              | Aermacchi/Honda | 8       |

(Punten (tussen haakjes) zijn inclusief streepresultaten)

## 125cc-klasse
De 125cc-race eindigde in een eindsprint tussen vier Honda-rijders en werd beslist door een finishfoto. Teisuke Tanaka werd tot winnaar uitgeroepen, Luigi Taveri werd tweede en Tommy Robb werd derde. Jim Redman finishte binnen dezelfde seconde. Alberto Pagani werd als gastrijder met de Honda RC 145 vijfde, vlak voor Paddy Driver (EMC).
| Pos | Coureur               | Merk    | Tijd      | Punten |
| --- | --------------------- | ------- | --------- | ------ |
| 1   | Teisuke Tanaka        | Honda   | 39"44'0   | 8      |
| 2   | Luigi Taveri          | Honda   | +0'1      | 6      |
| 3   | Tommy Robb            | Honda   | +0'1      | 4      |
| 4   | Jim Redman            | Honda   | +0'9      | 3      |
| 5   | Alberto Pagani        | Honda   | +55'9     | 2      |
| 6   | Paddy Driver          | EMC     | +56'0     | 1      |
| 7   | Frank Perris          | Suzuki  | +56'2     |        |
| 8   | Hugh Anderson         | Suzuki  | +1"21'6   |        |
| 9   | Stanislav Malina      | ČZ      | +1"31'7   |        |
| 10  | László Szabó          | MZ      | +1"38'6   |        |
| 11  | Dan Shorey            | Bultaco | +1 ronde  |        |
| 12  | Giuseppe Visenzi      | Ducati  | +1 ronde  |        |
| 13  | Franco Latini         | Ducati  | +2 ronden |        |
| 14  | Cristoforo Fattori    | MotoBi  | +2 ronden |        |
| 15  | Gianfranco Domeniconi | Ducati  | +3 ronden |        |

| Coureur            | Merk     | Oorzaak |
| ------------------ | -------- | ------- |
| De Simone          | Onbekend | Ongeval |
| Alessandro Brabetz | Onbekend | Ongeval |
| Ramón Torras       | Bultaco  | Ongeval |

| Coureur             | Merk    | Oorzaak   |
| ------------------- | ------- | --------- |
| Tom Phillis (†)     | Honda   | Overleden |
| Ernst Degner        | Suzuki  | Blessure  |
| Bob McIntyre (†)    | Honda   | Overleden |
| Mike Hailwood       | EMC     |           |
| Bruno Spaggiari     | Ducati  |           |
| Francesco Villa     | Mondial |           |
| Isao Morishita      | Honda   |           |
| Kunimitsu Takahashi | Honda   | Gestopt   |

| Coureur           | Merk    |
| ----------------- | ------- |
| Jorge Kissling    | Bultaco |
| Limburg Moreira   | Bultaco |
| Marzillo Chizzini | Bultaco |
| Pedro Rosenthal   | Tohatsu |
| Raúl Kissling     | DKW     |
| Hans Fischer      | MZ      |
| Klaus Enderlein   | MZ      |
| Werner Musiol     | MZ      |
| Jukka Petäjä      | MZ      |
| Alan Shepherd     | MZ      |
| Alistair King     | Bultaco |
| Derek Minter      | Honda   |
| Rex Avery         | EMC     |
| John Grace        | Bultaco |
| Mitsuo Itoh       | Suzuki  |
| Sadao Shimazaki   | Honda   |

### Top tien tussenstand 125cc-klasse
| Pos | Coureur                       | Merk   | Ptn     |
| --- | ----------------------------- | ------ | ------- |
| 1   | Luigi Taveri (wereldkampioen) | Honda  | 48 (61) |
| 2   | Jim Redman                    | Honda  | 34 (39) |
| 3   | Tommy Robb                    | Honda  | 30 (33) |
| 4   | Kunimitsu Takahashi           | Honda  | 16      |
| 5   | Mike Hailwood                 | EMC    | 12      |
| 6   | Teisuke Tanaka                | Honda  | 11      |
| 7   | Paddy Driver                  | EMC    | 6       |
| 8   | Ernst Degner                  | Suzuki | 5       |
| 8   | Rex Avery                     | EMC    | 5       |
| 10  | Tom Phillis (†)               | Honda  | 4       |
| 10  | Hans Fischer                  | MZ     | 4       |

(Punten (tussen haakjes) zijn inclusief streepresultaten)

## 50cc-klasse
Ernst Degner was geblesseerd geraakt tijdens de Ulster Grand Prix. Dat hij de Oost-Duitse Grand Prix zou missen was ingecalculeerd, daar kon hij als politiek vluchteling niet naartoe. Maar nu miste hij ook de Grand Prix des Nations. Hans Georg Anscheidt profiteerde optimaal door de race te winnen en nam daardoor de leiding in de WK-stand over van Degner. Mitsuo Itoh werd tweede en Jan Huberts werd derde. Hij had aan de leiding gereden, maar viel terug door een gebroken zuigerveer.
| Pos | Coureur              | Merk     | Tijd    | Punten |
| --- | -------------------- | -------- | ------- | ------ |
| 1   | Hans Georg Anscheidt | Kreidler | 28"11'6 | 8      |
| 2   | Mitsuo Itoh          | Suzuki   | +1'1    | 6      |
| 3   | Jan Huberts          | Kreidler | +7'5    | 4      |
| 4   | Hugh Anderson        | Suzuki   | +28'6   | 3      |
| 5   | Isao Morishita       | Suzuki   | +36'2   | 2      |
| 6   | Luigi Taveri         | Honda    | +36'5   | 1      |
| 7   | Dan Shorey           | Kreidler | +59'1   |        |

| Coureur             | Moto   | Oorzaak  |
| ------------------- | ------ | -------- |
| Ernst Degner        | Suzuki | Blessure |
| Kunimitsu Takahashi | Honda  | Gestopt  |

| Coureur             | Merk     |
| ------------------- | -------- |
| Günter Beer         | Kreidler |
| Wolfgang Gedlich    | Kreidler |
| José Maria Busquets | Derbi    |
| Tommy Robb          | Honda    |
| Michio Ichino       | Suzuki   |
| Seichi Suzuki       | Suzuki   |
| Teisuke Tanaka      | Honda    |

### Top tien tussenstand 50cc-klasse
| Pos | Coureur              | Merk     | Ptn     |
| --- | -------------------- | -------- | ------- |
| 1   | Hans Georg Anscheidt | Kreidler | 36      |
| 2   | Ernst Degner         | Suzuki   | 32      |
| 3   | Jan Huberts          | Kreidler | 27      |
| 4   | Luigi Taveri         | Honda    | 24 (25) |
| 5   | Mitsuo Itoh          | Suzuki   | 21      |
| 6   | Tommy Robb           | Honda    | 11      |
| 7   | Seichi Suzuki        | Suzuki   | 10      |
| 8   | Kunimitsu Takahashi  | Honda    | 7       |
| 8   | Hugh Anderson        | Suzuki   | 7       |
| 10  | José Maria Busquets  | Derbi    | 6       |
| 10  | Wolfgang Gedlich     | Kreidler | 6       |

(Punten (tussen haakjes) zijn inclusief streepresultaten)
1922 · 1923 · 1924 · 1925 · 1926 · 1927 · 1928 · 1929 · 1930 · 1931 · 1932 · 1933 · 1934 · 1935 · 1936 · 1937 · 1938 · 1939 · 1947 · 1948 · 1949 · 1950 · 1951 · 1952 · 1953 · 1954 · 1955 · 1956 · 1957 · 1958 · 1959 · 1960 · 1961 · 1962 · 1963 · 1964 · 1965 · 1966 · 1967 · 1968 · 1969 · 1970 · 1971 · 1972 · 1973 · 1974 · 1975 · 1976 · 1977 · 1978 · 1979 · 1980 · 1981 · 1982 · 1983 · 1984 · 1985 · 1986 · 1987 · 1988 · 1989 · 1990